# Maralagondala, Magadi
Maralagondala là một làng thuộc tehsil Magadi, huyện Ramanagara, bang Karnataka, Ấn Độ.